# Marignac (Charente-Maritime)
Marignac is een gemeente in het Franse departement Charente-Maritime (regio Nouvelle-Aquitaine) en telt 347 inwoners (1999). De plaats maakt deel uit van het arrondissement Saintes.

## Geografie
De oppervlakte van Marignac bedraagt 13,3 km², de bevolkingsdichtheid is 26,1 inwoners per km².
De onderstaande kaart toont de ligging van Marignac (Charente-Maritime) met de belangrijkste infrastructuur en aangrenzende gemeenten.

## Demografie
Onderstaande figuur toont het verloop van het inwonertal (bron: INSEE-tellingen).